# 미림

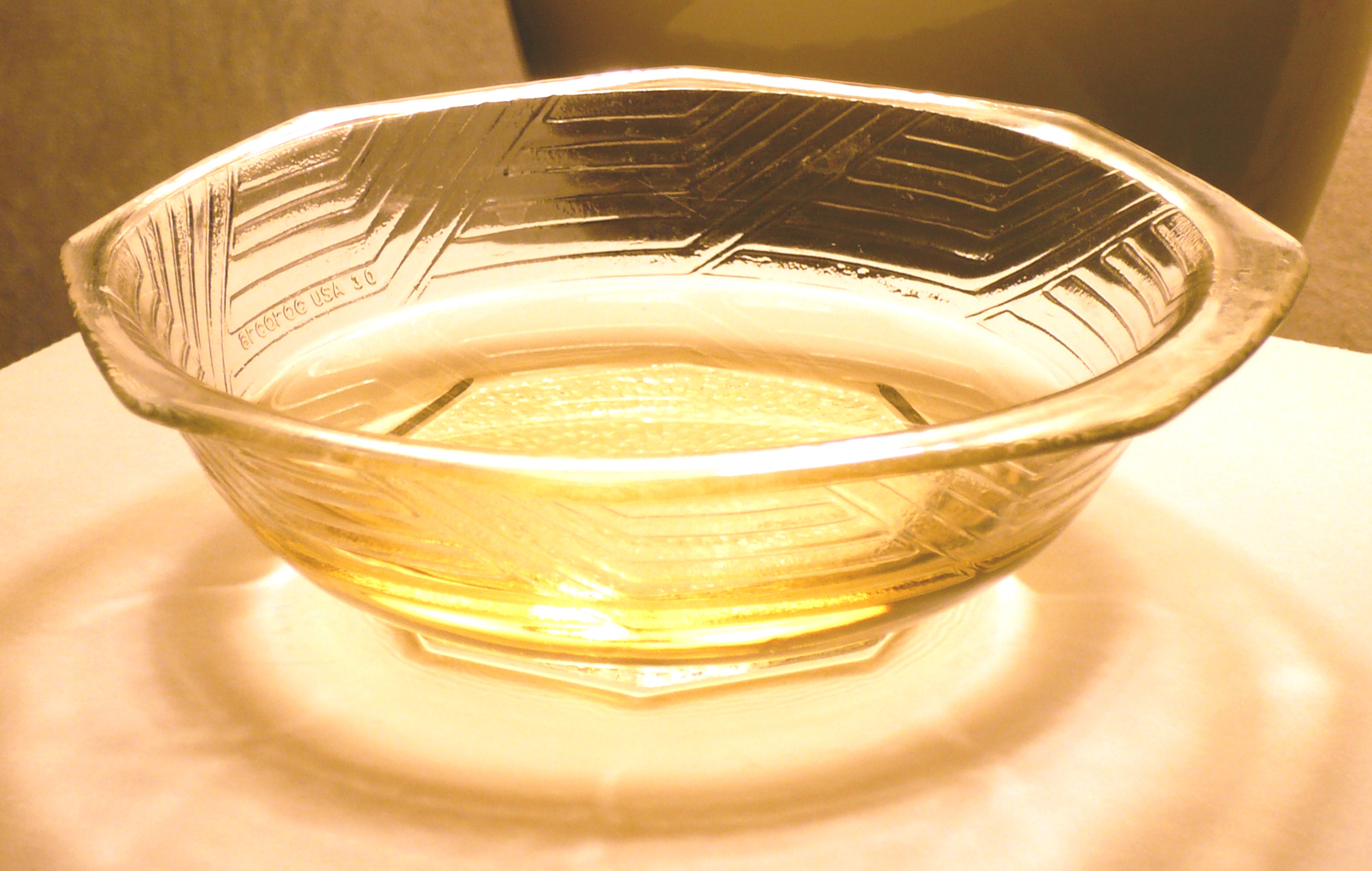
미림

미림(味醂, 味淋)은 일본 술의 한 종류로, 조미료로 많이 쓰인다. 소주나 찐 찹쌀과 쌀누룩을 섞어 빚어서 재강(술찌끼)을 짜내어 만든다.

## 같이 보기
- 맛술